# Engraulis encrasicolus
Espèce
Statut de conservation UICN

 LC  : Préoccupation mineure
L'anchois commun (Engraulis encrasicolus) est une espèce de poissons marins appartenant à la famille des Engraulidae. Cet anchois est appelé aussi anchois européen, anchois de l'Afrique australe, anchois italien, etc. et souvent « anchois » tout court par simplification.
Principalement pêché au chalut pélagique et à la senne tournante, il vit en banc dans les zones côtières et se rencontre jusqu’à 150 m de profondeur.

## Description
Il est caractérisé par un corps élancé, mince et subcylindrique.
Sa mâchoire supérieure est nettement proéminente. La bouche se termine loin derrière les yeux. La nageoire anale débute en arrière des deux derniers rayons de la dorsale. Entièrement recouvert d'écailles, le corps est de couleur argenté sur le ventre et bleuté sur le dos. De 10 à 15 cm de long, il peut atteindre 20 cm maximum. Sa nourriture est composée de zooplancton ainsi que de phytoplancton.

## Aire de répartition
L’anchois commun est présent dans tout l'Atlantique oriental, depuis les côtes de la Norvège au nord de Bergen jusqu'en Afrique du Sud. Cette espèce se rencontre aussi dans la mer Baltique, la Manche, la mer du Nord ; elle est également répandue dans tout le bassin méditerranéen y compris la mer Noire et la mer d'Azov.

## Gastronomie

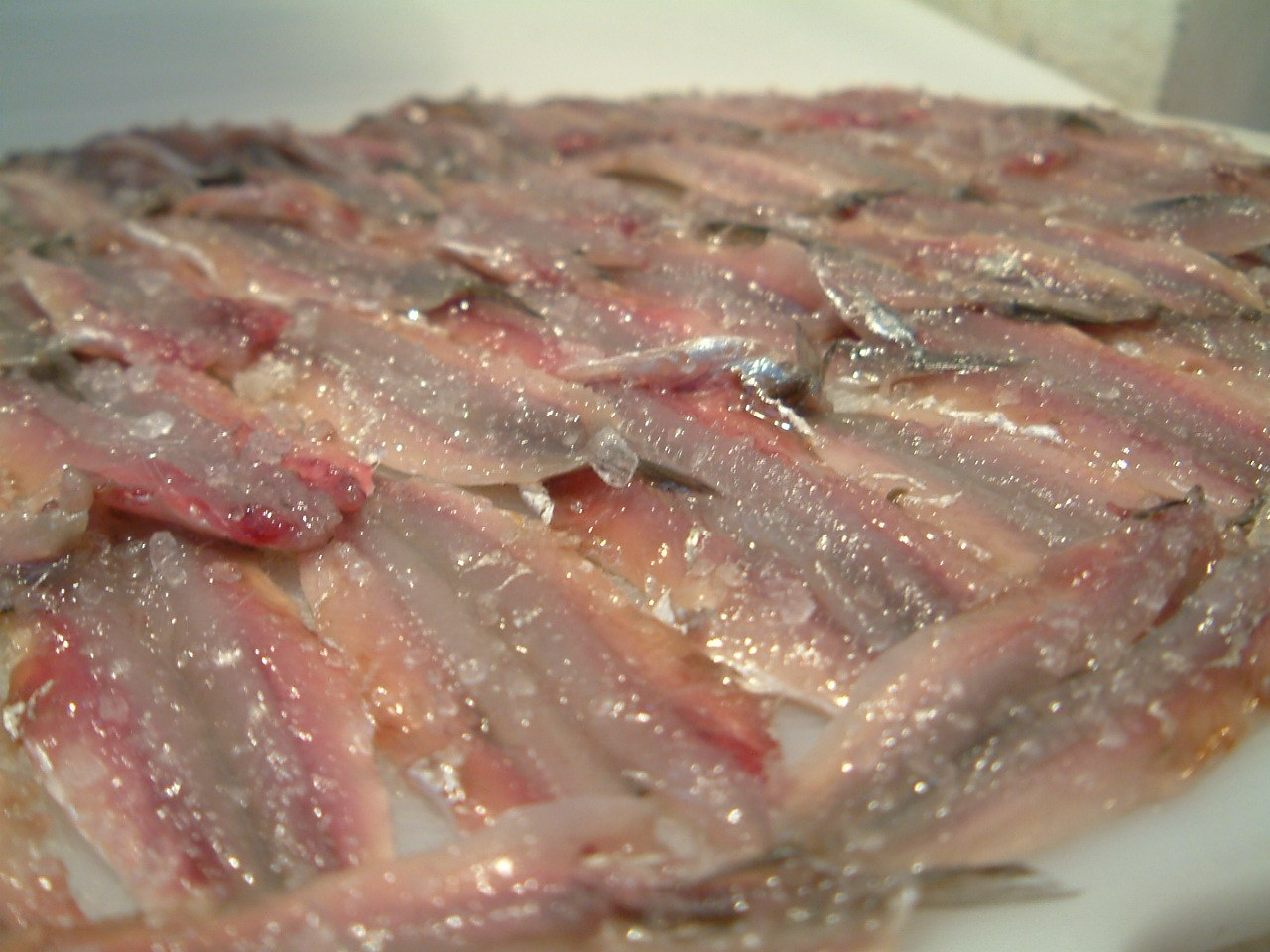
Anchois crus marinés au citron et à l'huile d'olive.

L'anchois  peut être consommé frit, poêlé, ou en escabèche. On peut aussi le faire mariner à l’huile d’olive et au citron. En France, l'anchois s'associe à de nombreux plats du sud  tels la  pissaladière, la bagna cauda et la tapenade.
Chaque année, de nombreuses manifestations gastronomiques fêtent l'anchois comme en Catalogne avec la « Festa de l'anxova i de la sal » à L'Escala ou la « Sagra dell'acciuga »  dans les Cinque Terre à Monterosso al mare.

### Anchois salés
Certaines productions sont labellisées :
– les anchois de Collioure ;
– les anchois de la mer Ligure.

## Photothèque

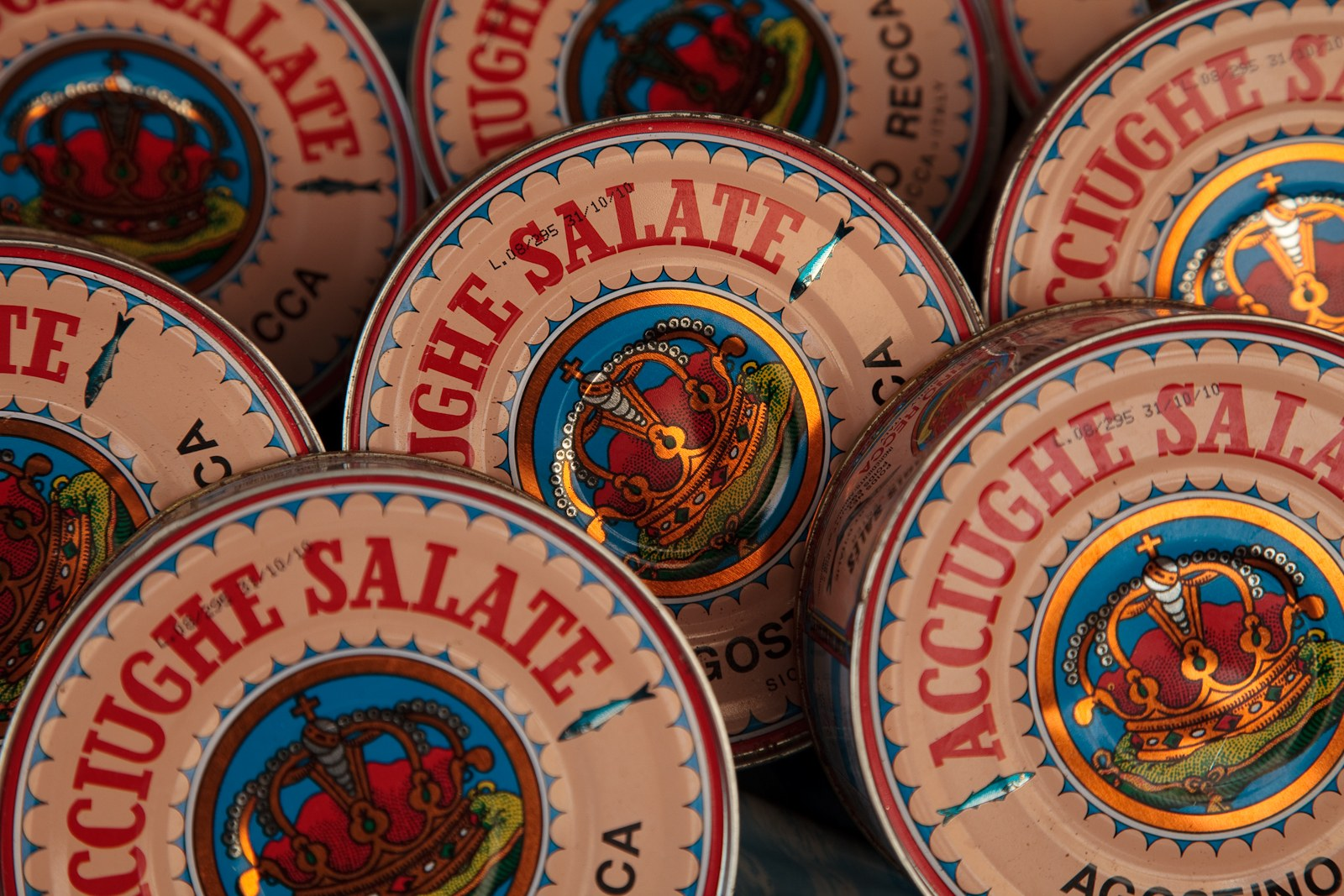
Boîtes d'anchois (acciughe en italien) salés.
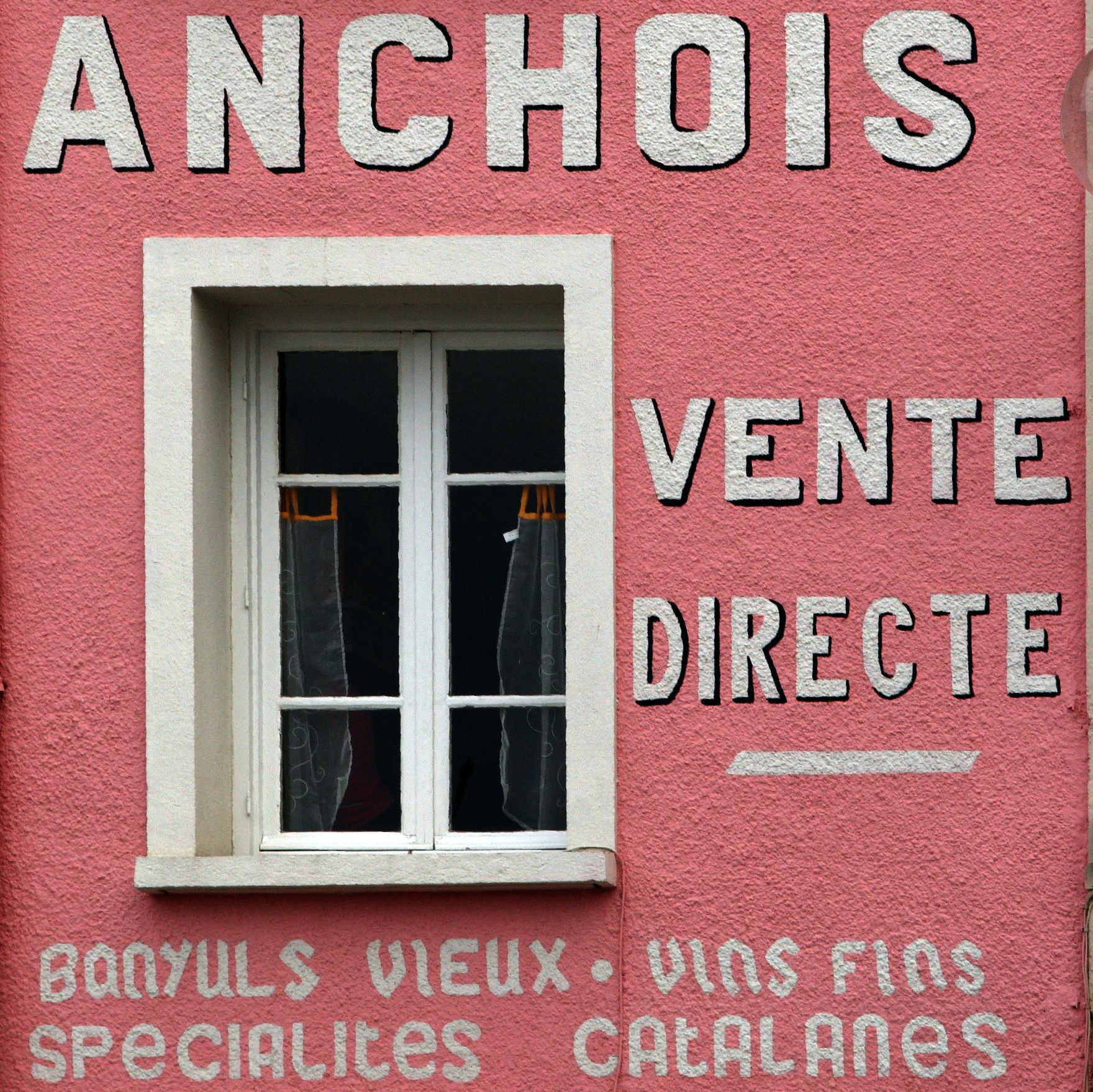
Publicité murale pour la vente d'anchois à Collioure.
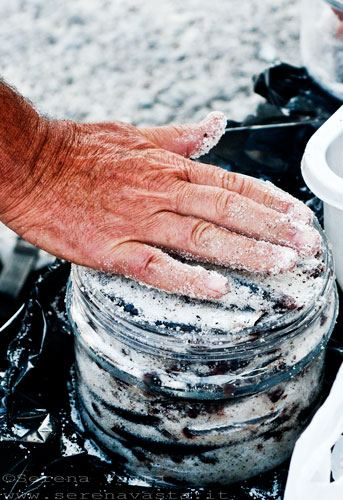
Tradition de l'anchois salés à Catane.